# Shadowcaster
ShadowCaster — компьютерная игра в жанре шутер от первого лица в фэнтезийном окружении, разработанная компанией Raven Software и изданная Origin Systems в 1993 году. В 1994 году была выпущена CD-версия игры, содержащая 2 дополнительных уровня, голос рассказчика и фрагменты Full motion video.

## Игровой процесс
Отдаленно игра напоминает Wolfenstein 3D или
Doom, однако Shadowcaster можно назвать оригинальной игрой благодаря способности героя менять по ходу игры форму, и,
соответственно, свои способности и возможности. Вы можете принять облик
дракона и взлететь к потолку или же плавать под водой в виде амфибии -
такая способность повелевать своим телом очень увлекает.
История, поведанная в игре, начинается дождливым вечером, когда
дед рассказывает внуку по имени Кирт о прошлом… и будущем.
Для Кирта было большим сюрпризом узнать что он родился в другом
измерении, обитатели которого — метаморфы, то есть обладают свойством по
желанию изменять форму своего тела. Свойство изменения формы дается
энергией, заключенной в магических обелисках.
К власти там рвался злой Весте, предводитель Похитителей Формы. После
целого ряда кровопролитных войн Весте разбил своих противников и стал
верховным правителем, остатки побежденных отправились в изгнание.
Обелисков, дающих свойство смены формы, осталось совсем мало, четыре из них
перешли
во владение наместников Весте.
Маленький Кирт, один из последних наследников законных правителей, стал
загадкой для прорицателей — никто не мог прочитать, что ждет его в будущем,
судьба Кирта словно была в тени. За это он и получил прозвище «Отбрасывающий
Тень». Hаходясь в другом измерении, Кирт должен был вырасти, окрепнуть и
приготовиться к возвращению и сражению с Весте.
Hо закончить обучение и подготовку Кирту было не суждено — Весте нашёл его.
Посланная Весте магическая молния оживила высеченного из камня монстра,
и спастись уже было невозможно. Последнее, что успел сделать дед Кирта
перед гибелью от лап каменного чудовища — отправил внука в родное измерение…

## Формы главного героя
- Кирт — это самый обычный человек в хорошей спортивной форме. При переходе из одной приобретенной формы в другую человеческая форма обязательно должна служить промежуточной. Кирт способен драться руками и ногами, быстро перемещается и эффективно пользуется оружием. У формы Кирта есть ещё одно достоинство: энергия и здоровье восстанавливаются в ней со временем быстрее всего, так что если вам удастся найти свободное от врагов место и спокойно отдохнуть там, эти жизненно важные показатели улучшаются.
- Маорин — могучий четверорукий воин из семейства кошачьих. Он очень силен, быстр, и удары его лап способны сокрушить многих врагов. К особым свойствам Маорина относится и его кошачье зрение, позволяющее ему видеть расставленные ловушки.
- Каун — маленькое существо, напоминающее эльфа. Он — врачеватель, может ценой небольшого расхода энергии существенно улучшить здоровье. Как ни странно, несмотря на маленький рост, Каун способен прыгать выше, чем Кирт. Каун также умеет применять различные вспомогательные заклинания: заклинание «свет» освещает темные места, заклинание «рой насекомых» окружает противника жалящими и назойливыми мошками. Заклинание «незаметной ходьбы» позволяет прокрасться мимо противника, не привлекая к себе его внимания.
- Опсис внешне выглядит как плавающий в воздухе шар с одним глазом и двумя щупальцами. Он передвигается медленнее всех прочих форм. Опсис отлично переносит воздействие магии, но очень восприимчив к физическим повреждениям, поэтому боец из него слабый. Он принадлежит к расе магов и владеет многими мощными заклинаниями: он может поражать врага огнём и холодом. Мощное заклинание «прикосновение смерти» приводит к большому расходу энергии, однако на врагов действует исключительно сильно.
- Капа — получеловек-полулягушка, создание, ведущее преимущественно водный образ жизни. Единственный из всех форм способен плавать под водой. С противником может бороться применением «энергетического разряда» и «акустического удара», причем под водой эффективность этого необычного оружия гораздо выше. Здоровье Капы и способность переносить физические повреждения примерно совпадают с человеческими.
- Шайр — крылатая огнедышащая летающая рептилия, похожая на небольшого дракона. Могучий заостренный хвост и когтистые лапы делают из Шайра отличного бойца, а передвигается ничуть не медленнее, скажем, Маорина. Никакими особыми свойствами, кроме умения выдыхать огонь, Шайр не отличается. Лучше всего применяется Шайр для полетов и сражений над потоками лавы, когда Опсис оказывается чрезмерно медлительным.
- Порождение земли и камня, Грост отличается сверхъестественной силой. В оружии он практически не нуждается, каменные кулаки за несколько ударов сносят любого противника. Заклинание «землетрясение» по эффективности сопоставимо с «прикосновением смерти» Опсиса. Единственным недостатком Гроста является его медлительность; впрочем, передвигается он все равно быстрее, скажем, Опсиса.

## Системные требования
«Shadowcaster» накладывал довольно жёсткие требования на момент выхода игры:
был необходим компьютер с процессором 386DX и не менее 4 Мб памяти, оптимальными условиями считался процессор 486 (что позволяло сделать графику достаточно плавной и быстрой).